# Фрегаты типа «Кортенар»
«Кортенар» (нидерл. Kortenaerklasse) — тип фрегатов УРО ВМС Нидерландов.
Были спроектированы в качестве универсальных фрегатов, способных выполнять широкий круг задач, максимально унифицированных по системам вооружения и оборудованию с кораблями других стран НАТО. В 1975—1983 годах для ВМС Нидерландов было построено 12 кораблей этого типа, однако два из них ещё на завершающей стадии строительства были проданы Греции и вместо них было решено построить дополнительные два фрегата, но уже в варианте для обеспечения ПВО, типа «Якоб ван Хемскерк». Фрегаты типа «Кортенар» в первой половине 1980-х годов сменили фрегаты типа «Ван Спейк» в роли основных крупных надводных боевых кораблей Нидерландов, а также эсминцы типа «Фрисланд» в роли кораблей ПЛО. В этих ролях они в свою очередь были заменены фрегатами типа «Карел Дорман» в первой половине 1990-х годов, после чего, в 1990-х — начале 2000-х годов, восемь из них были проданы Греции, а остальные два — ОАЭ. По состоянию на 2008 год все корабли этого типа находились на вооружении.

## Представители
| Название                                                                | Номер       | Верфь                           | Закладка        | Спуск на воду    | Вступление в строй | Судьба                                           |
| ----------------------------------------------------------------------- | ----------- | ------------------------------- | --------------- | ---------------- | ------------------ | ------------------------------------------------ |
| Кортенар (Kortenaer) В ВМС Греции: . Κουντουριώτης                      | F 807 F 462 | Koninklijke Schelde, Флиссинген | 8 апреля 1975   | 18 декабря 1976  | 26 октября 1978    | продан Греции в 1997 году, в строю на 2008 год   |
| Калленбюрг (Callenburgh) В ВМС Греции: . Αδριάς                         | F 808 F 459 | Koninklijke Schelde, Флиссинген | 30 июня 1975    | 26 марта 1977    | 26 июля 1979       | продан Греции в 1994 году, в строю на 2008 год   |
| Ван Кинсберген (Van Kinsbergen) В ВМС Греции: . Ναυαρίνον               | F 809 F 461 | Koninklijke Schelde, Флиссинген | 2 сентября 1975 | 16 апреля 1977   | 24 апреля 1980     | продан Греции в 1995 году, в строю на 2008 год   |
| Банкерт (Banckert) В ВМС Греции: . Αιγαίον                              | F 810 F 460 | Koninklijke Schelde, Флиссинген | 25 февраля 1976 | 30 сентября 1978 | 29 октября 1980    | продан Греции в 1993 году, в строю на 2008 год   |
| Пит Хейн (Piet Hein) В ВМС ОАЭ: Аль-Эмират                              | F 811       | Koninklijke Schelde, Флиссинген | 28 апреля 1977  | 3 июня 1978      | 14 апреля 1981     | продан ОАЭ в 1998 году, в строю на 2008 год      |
| Питер Флорисс (Pieter Florisz) В ВМС Греции: . Ελλη                     | F 812 F 450 | Koninklijke Schelde, Флиссинген | 1 июля 1977     | 15 декабря 1979  |                    | продан Греции при постройке, в строю на 2008 год |
| Витте де Витт (Witte de With) В ВМС Греции: . Λήμνος                    | F 813 F 451 | Koninklijke Schelde, Флиссинген | 13 июня 1978    | 27 октября 1979  |                    | продан Греции при постройке, в строю на 2008 год |
| Абрахам Крейнссон (Abraham Crijnsson) В ВМС ОАЭ: Абу-Даби               | F 816       | Koninklijke Schelde, Флиссинген | 25 октября 1978 | 16 мая 1981      | 26 января 1983     | продан ОАЭ в 1997 году, в строю на 2008 год      |
| Филипс ван Алмонде (Philips van Almonde) В ВМС Греции: . Θεμιστοκλής    | F 823 F 465 | Wilton-Fjenoord                 | 1 октября 1977  | 11 августа 1979  | 2 декабря 1981     | продан Греции в 2002 году, в строю на 2008 год   |
| Блоис ван Треслонг (Bloys van Treslong) В ВМС Греции: . Νικηφόρος Φωκάς | F 824 F 466 | Wilton-Fjenoord                 | 1 мая 1978      | 15 ноября 1980   | 25 ноября 1982     | продан Греции в 2003 году, в строю на 2008 год   |
| Ян ван Бракел (Jan van Brakel) В ВМС Греции: . Κανάρης                  | F 825 F 464 | Koninklijke Schelde, Флиссинген | 16 ноября 1979  | 16 мая 1981      | 14 апреля 1983     | продан Греции в 2001 году, в строю на 2008 год   |
| Питер Флорисс (Pieter Florisz) В ВМС Греции: . Μπουμπουλίνα             | F 826 F 463 | Koninklijke Schelde, Флиссинген | 21 января 1981  | 8 мая 1982       | 1 октября 1983     | продан Греции в 2001 году, в строю на 2008 год   |